# Pilar Mañas Brugat
María del Pilar Mañas Brugat (Zaragoza, 24 de julio de 1975) es una militar española, la primera oficial del Ejército del Aire de las Fuerzas Armadas Españolas (FAS) en asumir el mando de una unidad en 2017 y nombrada "Mujer Referente" por el Instituto de la Mujer en 2018. En 2020 fue reconocida con la Encomienda de la Real y Militar Orden de San Hermenegildo.

## Biografía
La oficial aragonesa nació en una familia de tradición militar: su bisabuelo por línea materna fue oficial de la Guardia Civil y dos hermanos de su abuela participaron en el desembarco de Alhucemas. Mañas declaró que el ambiente militar se respiraba en su hogar “desde que éramos pequeñas a través de las fotos, los libros militares y los uniformes que había en casa”.
Su hermana, Teresa de Jesús Mañas Brugat, también desarrolló su carrera dentro del Ejército español, siendo Capitán del Grupo de Regulares núm. 52 de la Comandancia General de Melilla y posteriormente Capitán de Infantería del Ejército de Tierra destinada en el Regimiento Acorazado Pavía n4, perteneciente a la Brigada Aragón I en Zaragoza. Las hermanas Mañas Brugat han abierto brecha como mujeres, cada una a través de su propia trayectoria.
Se formó en Murcia y ha desarrollado su carrera profesional en Madrid, pero siempre ha mantenido un fuerte vínculo con su tierra natal, Aragón.  

## Trayectoria
Mañas es controladora de tránsito aéreo y controladora de interceptación. Se formó a mitad de los años 1990 en la Academia General del Aire, en San Javier (Murcia): tras una preparación intensiva para la oposición, ingresó en la Academia en septiembre de 1995 y finalizó en julio de 1998 como oficial Controladora de Tránsito Aéreo especialidad CAO (Circulación Aérea Operativa), incluyendo aeródromo, aproximación y área, así como Controladora de Interceptación. Al terminar, su primer destino fue como Jefa de Operaciones e Instrucción en  la Escuadrilla de Circulación Aérea Operativa (ECAO Madrid) en el municipio madrileño de Torrejón de Ardoz de 1998 a 2003. Las Escuadrillas de la Circulación Aérea Operativa son el instrumento que permite el uso compartido del espacio aéreo en condiciones de seguridad y fluidez tanto para las aeronaves de la Circulación Aérea General como para las de la Circulación Aérea Operativa.
Posteriormente y durante 10 años, entre 2003 y 2013, estuvo destinada en la misma Base Aérea de Torrejón de Ardoz, en el Servicio de Búsqueda y Salvamento Aéreo (SAR). Fue Coordinadora de Misión SAR y Operaciones, asumiendo entre sus responsabilidades guiar las búsquedas de los medios aéreos, rescatando aeronaves accidentadas y salvando vidas. En esta etapa ascendió a Capitán. Tras esta década de servicio en el SAR, Mañas fue destinada en noviembre de 2013 al 47 Grupo Mixto de Fuerzas Aéreas, igualmente ubicado en la Base de Torrejón de Ardoz. Desempeñó funciones específicas de Inteligencia entre 2013 y 2017 como parte del Escuadrón de Explotación y Jefe de IKM (Information and Knowledge Management).
Es experta en Tactical Leadership Programme-Electronic Warfare Course (EWC) desde 2014, NATO CASPOA Q1 “Air Battle Training Course” (Lyon, Francia) desde 2015 y Protocolo, Ceremonial y Organización de Actos en la Guardia Real desde 2016. Desde 2010 participa como miembro del Tribunal de Selección de los Procesos Selectivos de Oficiales para su ingreso en las Academias y es miembro de las Juntas de evaluación para el ascenso de oficiales a empleo superior. 
Tras 20 años de carrera, ascendió a Comandante en 2017 y se le encargó dirigir la unidad de la Escuadrilla de Circulación Aérea Operativa (ECAO Madrid), volviendo con ello a su primer destino. El 2 de agosto de ese año se convirtió en la primera mujer en asumir el mando de una unidad en el Ejército del Aire de España. La oficial tomó posesión de la jefatura de la Escuadrilla de Circulación Aérea Operativa (ECAO) de Madrid en el acto celebrado en la Base Aérea de Torrejón de Ardoz. Presidió el acto el general de brigada Rafael García Hernández, jefe del Sistema de Mando y Control, y asistieron autoridades militares y civiles, destacando los jefes de las unidades ubicadas en la base y el director de la Región Centro-Norte de ENAIRE. Este hecho histórico fue recogido en los medios de comunicación y en las redes sociales, recibiendo la felicitación de, entre otras personas e instituciones, por la ministra de Defensa, María Dolores de Cospedal.
Como responsable de la unidad de la ECAO Madrid entre 2017 y 2020, dirigió el equipo de 35 personas que controla una de las cuatro zonas en que se divide el espacio aéreo español, de forma coordinada con los controladores civiles, para asegurar que las aeronaves de Estado realicen sus trayectos sin incidentes y lleguen a destino en el menor tiempo posible. Era la encargada de "ejercer el control de los tráficos aéreos operativos y de coordinar el uso compartido del espacio aéreo en condiciones de seguridad y fluidez entre la circulación aérea militar y la civil". Este trabajo incluye a las aeronaves que trasladan al monarca y personas de la casa real, Gobierno y autoridades, se encargan de aeroevacuación, traslados a zonas de operaciones y repatriaciones, o también transportan ayuda humanitaria.

“Me confieso afortunada y orgullosa al volver al lugar donde inicié mi carrera profesional. Siento que tengo la obligación de dar todo lo que personalmente y profesionalmente sea capaz para llevar a cabo mi mandato, y conseguir que la unidad mantenga el prestigio y la profesionalidad que le caracteriza”
Pilar Mañas Brugat

En Ejércitos, revista de armamento, política de defensa y fuerzas armadas, el artículo de 2 de agosto de 2017 que informaba sobre el nombramiento de Mañas concluía "una noticia de la que congratularse (...). Paso a paso, la igualdad se va convirtiendo en la nueva normalidad de nuestras Fuerzas Armadas".
En formación continua, Mañas se especializó en 2019 en el Fomento del Liderazgo de las Mujeres en la FAS, a través de la Secretaria Permanente de Igualdad, en 2020 en Política de Igualdad en las Fuerzas Armadas, en el Ministerio de Defensa, y en 2022 realizó el United Nations Military Gender Advisor Course de MGA Training, Australia. También obtuvo la titulación de Facilitador TRM de ENAIRE y la licencia de piloto privado de la Flyschool Air Academy.
En febrero de 2020 fue una de las piezas clave en la resolución positiva del incidente aéreo con un avión de Air Canadá que hubo de sobrevolar Madrid durante horas antes de realizar un aterrizaje forzoso. Este logro, coordinado con José Ángel Cruz Simón, Roberto García Macías y un amplio equipo humano, sí pudo hacerse público y fue recogido en un artículo “Incidente Aéreo Air Canada” de la Revista de Aeronáutica y Astronáutica publicada en mayo de 2020.
En agosto de 2020 fue destinada al Gabinete del jefe de Estado Mayor del Ejército del Aire (JEMA), como Jefa de Relaciones Institucionales y Protocolo, Jefa de Comunicación y página web así como ayudante del JEMA ocasionalmente, siendo un trabajo de carácter más institucional. Ese mismo año fue una de las personas elegidas en el proyecto Yo te aplaudo por su contribución para vencer el COVID-19 durante la pandemia. En 2021, con motivo del desfile militar del 12 de octubre en Madrid, Mañas fue la experta militar en el equipo de la retransmisión ofrecida por la televisión pública de España a través de La 1, Canal 24 Horas, TVE Internacional y RTVE Play, junto a  Xabier Fortes, Yolanda Ferrer y Alejandro Riego. En agosto de 2022 fue destinada al Gabinete Técnico del jefe de Estado Mayor de la Defensa y en marzo de 2023 protagonizó junto a otras pioneras el artículo "Abriendo camino en el aire. Nuestras aviadoras" en la revista de Aeronaútica y  Astronáutica.
En formación continua, en 2023 Mañas obtuvo un máster en Relaciones Internacionales y el Posgrado en Comunicación Social de la Defensa por la Universidad de Alcalá. En febrero de 2024, Mañas fue ascendida a Teniente Coronel del Ejército del Aire y el Espacio.

## Reconocimientos
Entre los premios que reconocen su trayectoria se encuentran:
- 2022: Mención especial en los premios Mujer y Liderazgo.[22]

- 2021: Premio 'Mejor Directiva del Año' de la Asociación Española de Mujeres Empresarias (ASEME)
- 2018: 'Premio Mujer Inspiradora' en los Premios Inspiring Girls.[23]
- 2018: 'Mujer del Año' de Foro Madrid Tercer Milenio (FMTM)
- 2018: 'Mujer Referente' del Instituto de la Mujer e Igualdad de Oportunidades del Gobierno de España.[24]

## Distinciones
La Teniente Coronel Mañas posee las siguientes distinciones:
- 2022. Medalla Conmemorativa de la Operación Balmis
- 2020. Encomienda de la Real y Militar Orden de San Hermenegildo
- 2015. Cruz de la Real y Militar de la Orden de San Hermenegildo
- 2004. Cruz del Mérito Aeronáutico (Distintivo Blanco)
- 2002. Mención Honorífica Militar de España

## Compromiso
La Teniente Coronel Mañas participa en actos y eventos orientados a crear vocación en las niñas y en los niños para que se dediquen a aquello que les apasione cuando sean mayores. Entre otras, desde 2017 colabora con la Fundación Inspiring Girls en España, de la que es miembro del Consejo Asesor y Embajadora, fomentando la vocación entre menores para que se dediquen a lo que les apasiona cuando sean mayores. Para impulsar a las mujeres del futuro, participa en eventos junto a otras mujeres referentes como la atleta olímpica Carlota Castrejana, o junto a Raquel Sáez, Gloria Ortega, Victoria Alejandre, Verónica Fernández o Eire García, que pusieron rostro al proyecto "Romper estereotipos en los colegios" que culminó con la presentación de un audiovisual que describe la experiencia.
En 2018, fue nombrada por el Instituto de la Mujer e Igualdad de Oportunidades del Gobierno de España como "Mujer Referente" en la primera edición de estos reconocimientos, por romper barreras y ser un referente para otras mujeres, y "Mujer del año" por el Foro Madrid Tercer Milenio (FMTM), en representación de todas las aviadoras del Ejército del Aire. También es colaboradora de la Asociación Nacional de Mujeres Empresarias, Directivas y Ejecutivas (ANAEDE) y continúa dando charlas sobre la importancia de la presencia de las mujeres en el ejército.
Desde 2024 es miembro de la Hermandad Amigos del Monasterio El Olivar, de los frailes de la Orden de la Merced.